# Eilzustellung

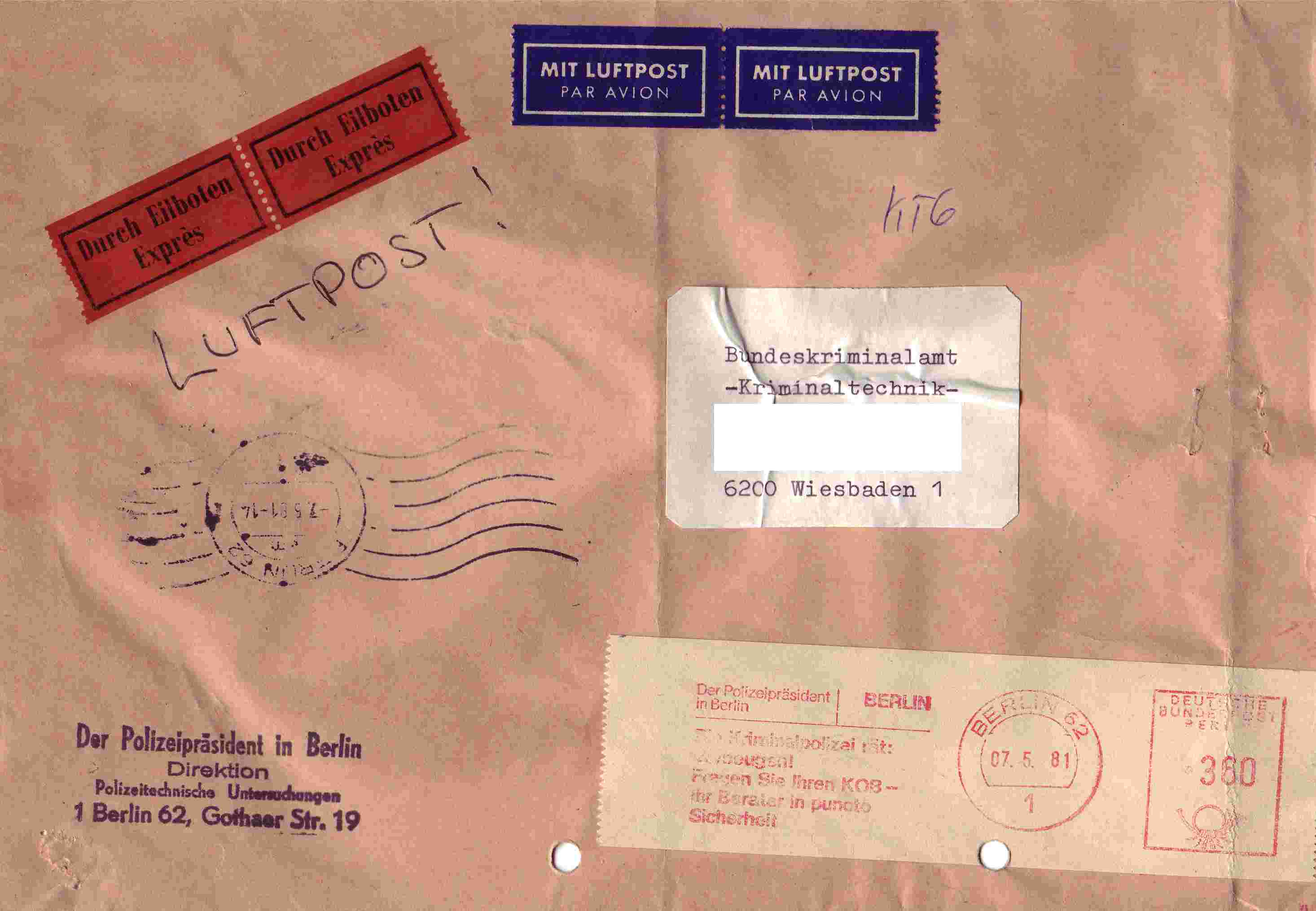
Zwei rote Eilzustellungsvermerke Durch Eilboten / Exprès und blaue Luftpostvermerke Mit Luftpost / Par Avion auf einem Brief vom 7. Mai 1981 von West-Berlin nach Wiesbaden. Porto: 3,60 DM

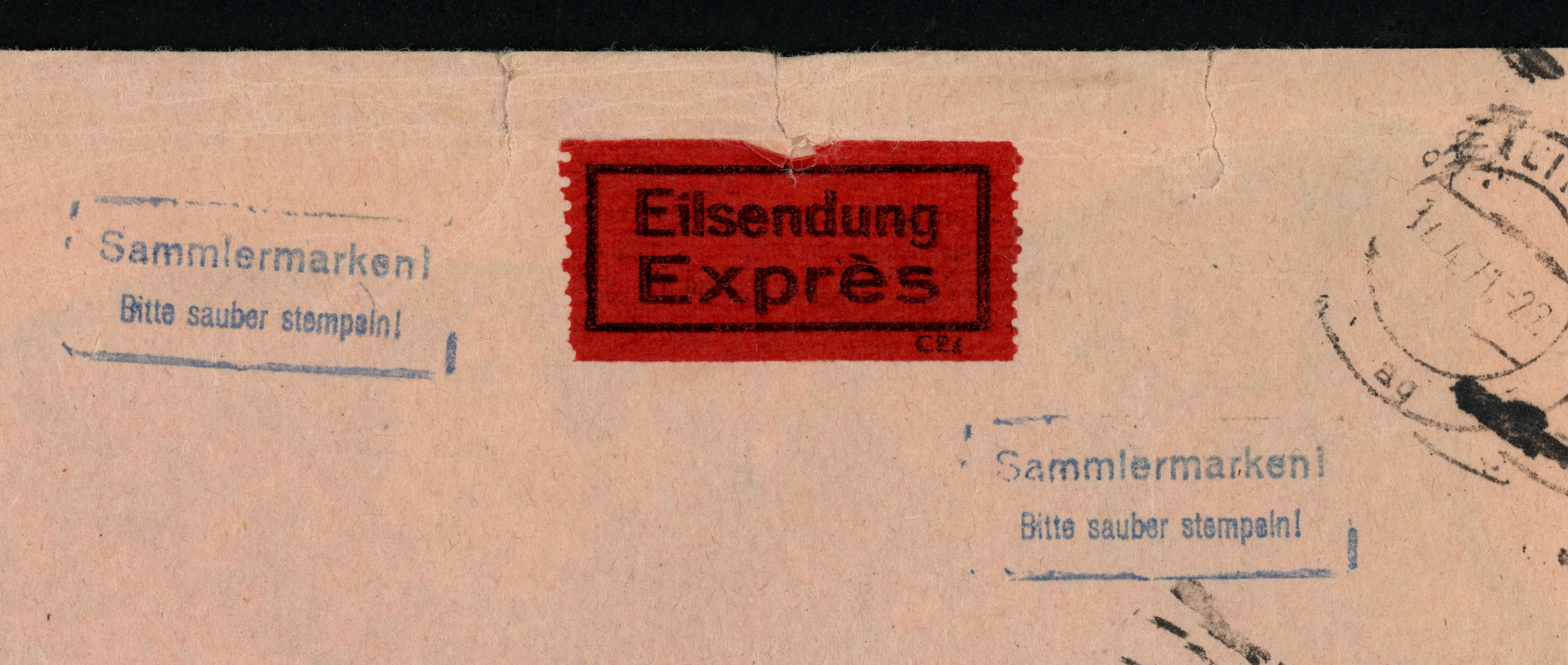
Eilsendung (Aufkleber der DDR 1971)

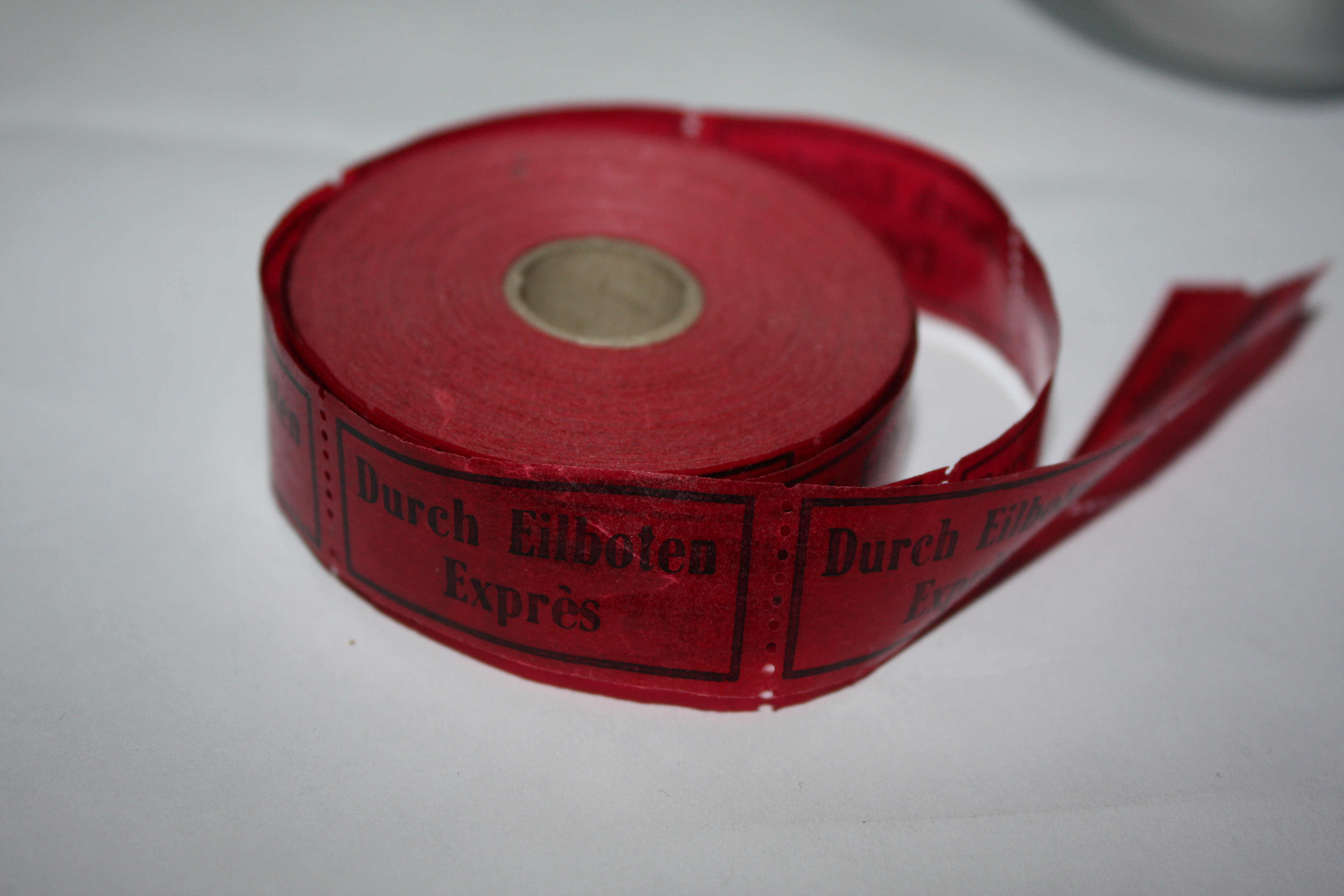
Eine Rolle Eilzustellungs-Klebezettel für Großkunden und Postfilialen (Bundespost)

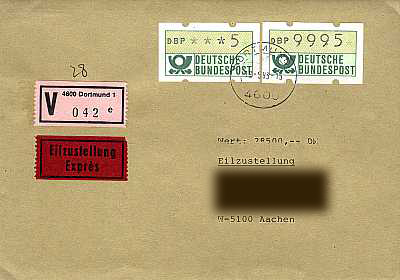
‚Wertbrief zu 28.500 DM mit Eilzustellung‘, der am 19. Mai 1993 verschickt wurde. Dieser Gebührensatz war zwischen dem 1. April 1993 und 31. August 1997 in Deutschland gültig.

Mit der Versendungsform Eilzustellung, früher auch Eilbrief und heute Express-Brief genannt, erreicht der Absender, dass seine Sendung dem Empfänger nicht mit dem gewöhnlichen Postlauf, sondern durch einen Eilboten unmittelbar nach Eingang am Auslieferungspostamt/-filiale zugestellt wird. Ist der erste Versuch zur Zustellung mit besonderem Boten erfolglos geblieben, kann die Sendung anschließend wie eine Sendung ohne Eilzustellung behandelt werden und wird in den Hausbriefkasten eingelegt.
Die Eilzustellung ist nicht auf die im Weltpostvertrag genannten Sendungsarten beschränkt. Auch Wertbriefe, Wertkästchen, gewöhnliche Postpakete, Wertpakete und Zahlungsanweisungen können durch besondere Boten zugestellt werden.

## Geschichte
Der Weltpostkongress 1885 in Lissabon beschloss auf Vorschlag von Belgien Bestimmungen über Eilsendungen (envois exprès) für diejenigen Länder, „die sich darüber einigen, in ihrem gegenseitigen Verkehr diesen Dienst auszuführen“. Erst mit Inkrafttreten des Weltpostvertrags von Paris 1947 fiel diese einschränkende Bedingung der Gegenseitigkeit weg. Die Eilzustellung kann nur dann verlangt werden, wenn die Bestimmungspostverwaltung einen solchen Dienst oder nur in räumlich und zeitlich begrenzten Raum anbietet.
Ein Vorläufer wird im Postvertrag zwischen Preußen und Mecklenburg-Strelitz von 1836 erwähnt.

## Aussehen
Eilsendungen müssen durch einen roten Klebezettel mit der Aufschrift »Exprès« (Eilzustellung) gekennzeichnet sein. Diese Regelung wurde auf dem Weltpostkongress 1920 in Madrid beschlossen. Davor war ein Stempel mit der Angabe »Exprès« vorgeschrieben. Der Klebezettel ist auf der Aufschriftseite links neben der Angabe des Bestimmungsortes anzugeben. Ist ein Klebezettel der vorgeschriebenen Art nicht verfügbar, so ist in großen roten Buchstaben das Wort »Exprès« auf die Aufschriftseite der Sendung zu schreiben.

## Gebühren
Für die Eilzustellung ist neben der gewöhnlichen Beförderungsgebühr eine besondere Eilzustellungsgebühr zu entrichten. Die Höchstgrenze betrug Anfang der 1970er Jahre 80 Centimes. Niedriger als die Gebühr für einen Brief der ersten Gewichtsstufe darf die Eilzustellungsgebühr nicht festgesetzt werden. Die Gebühr muss im Voraus entrichtet werden. Ist die Eilzustellgebühr nicht oder nicht vollständig entrichtet, so wird die Sendung wie eine gewöhnliche Sendung zugestellt. Sofern das Einlieferungspostunternehmen eine hinsichtlich der Eilzustellentgelt nicht oder nicht vollständig freigemachte Sendung wie eine Eilsendung behandelt, so kann die Bestimmungspost Nachgebühren gemäß Artikel 22 des Weltpostvertrag, welcher auf dem Weltpostkongress 1964 in Wien beschlossen wurde, das Doppelte der fehlenden Gebühr, vom Empfänger verlangen. Liegt die Wohnung des Empfängers außerhalb des Ortszustellbereichs, so kann die Bestimmungspost zusätzlich noch Ergänzungsgebühren wie für die gleichartige Zustellung einer Inlandssendung erheben. Diese Ergänzungsgebühren kann der Absender nicht im Voraus entrichten.

## Länderspezifische Details

### Deutschland
Eilbotensendungen wurden in Deutschland bei der Deutschen Bundespost in der Zeit von 6 bis 22 Uhr zugestellt. Wurde eine Zustellung nach 22 Uhr gewünscht, was nur in bestimmten Orten möglich war, so war neben dem Vermerk Eilzustellung (welche oberhalb der Anschrift nach DIN 5008 angebracht wurde) der Zusatz „auch nachts“ notwendig. Das Eilzustellungsentgelt für eine Sendung betrug bei einer Zustellung zwischen 6 und 22 Uhr 7,00 DM, zwischen 22 und 6 Uhr 10,00 DM.
Hiervon abzugrenzen war bei Päckchen, Paketen und Postgütern eine „Schnellsendung“, erkennbar an einem rot-gelben Klebezettel mit schwarzer Schrift. Dies bedeutet, dass die Sendung nicht über den Paketstrom befördert wurde, sondern über den schnelleren Briefstrom. Ausgeliefert wurden Schnellsendungen über die Regelzustellung. Der Absender musste dann auf der Sendung oder der Paketkarte den Vermerk „Schnellpäckchen“, „Schnellpaket“ oder „Schnellpostgut“ anbringen. Die Kombination aus Schnellsendung und Eilzustellung war zulässig und jeweils separat mit einem Aufschlag behaftet; dann geschah auch hier die Auslieferung über besonderen Boten. Eilzustellungen für gewöhnliche Pakete, die keine Schnellsendungen waren, gab es hingegen nicht.

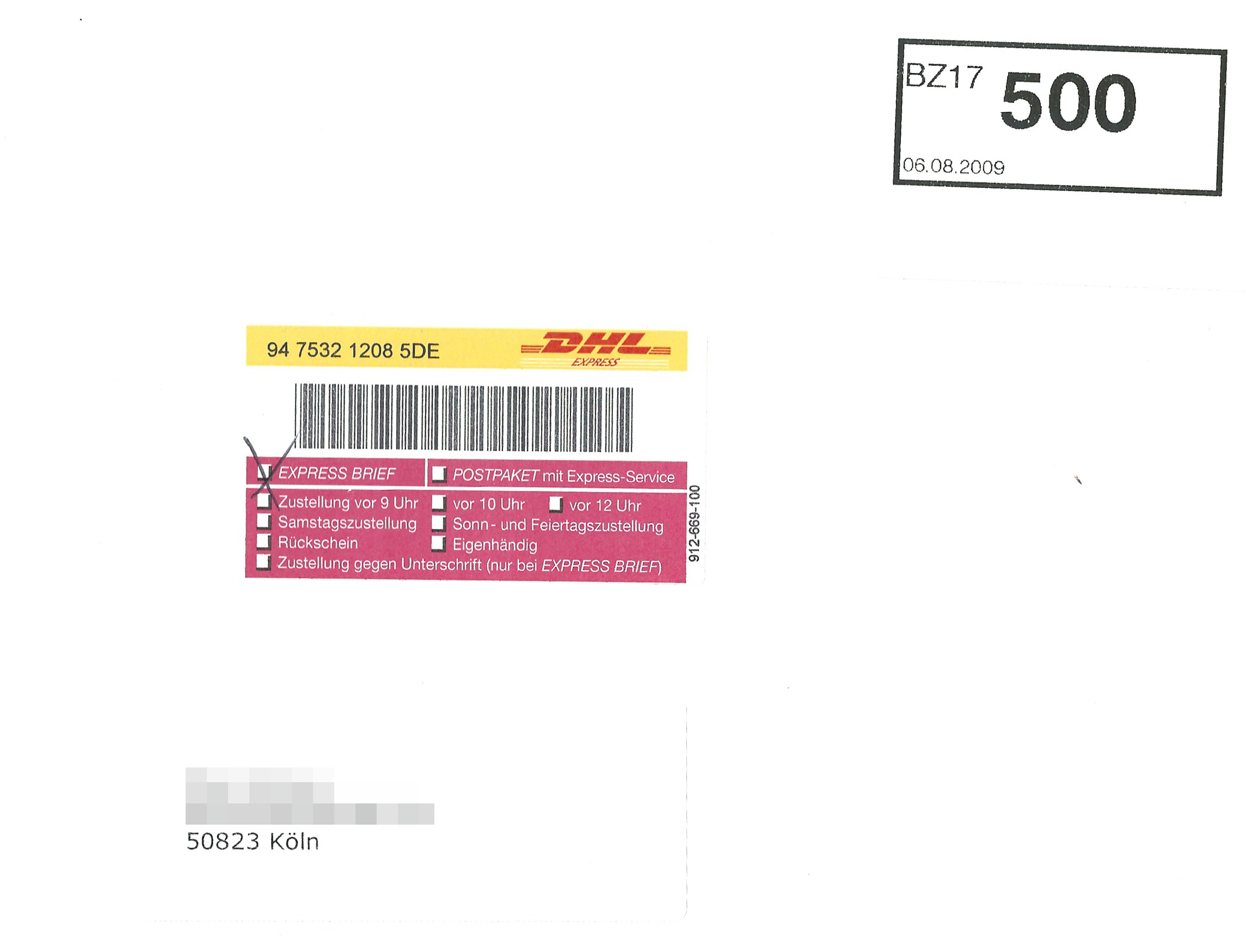
Express-Brief, versendet innerhalb Deutschlands via DHL

Heute wird dieser Dienst von der Deutschen Post-Tochter DHL Express als ExpressEasy für Briefe und Pakete angeboten. Die Sendung erreicht innerhalb Deutschlands den Empfänger am nächsten Werktag (gegen Aufpreis auch am Samstag). Es können bestimmte Uhrzeiten, bis wann das Paket zugestellt werden soll, angegeben werden, hier in der aufsteigenden Reihenfolge des Preises:
- Express vor 12 Uhr
- Express vor 10:30 Uhr
- Express vor 9 Uhr
- Express Sonn- und Feiertagszustellung (Mitte 2018 eingestellt)

### Österreich
Die Österreichische Post bietet Eilzustellung auch im Inland über den Expressdienst Express Mail Service (EMS) an. Die Zustellung in Österreich erfolgt innerhalb eines Arbeitstages. Als Zusatzleistungen werden unter anderem Frühzustellung bis 10 Uhr, Zustellung zum „Wunschtermin“ oder Samstagszustellung angeboten. Diese Zusatzleistungen sind nicht für alle Postleitzahlengebiete verfügbar.

### Schweiz
Die Schweizerische Post bietet die Dienstleistung der Eilzustellung für Briefe und Pakete unter der Bezeichnung Swiss-Express in zwei verschiedenen Geschwindigkeiten an. Als Swiss-Express „Mond“ wird die Zustellung in der Schweiz und in Liechtenstein am Folgetag bis 9 Uhr garantiert. Als Swiss-Express „Blitz“ erfolgt die Zustellung noch am gleichen Tag bis 17 Uhr. „Blitz“-Eilbriefe und -Pakete müssen am Vormittag aufgegeben werden (der letzte Annahmezeitpunkt hängt von der Poststelle ab), außerdem ist dieses Angebot nur in bestimmten Poststellen verfügbar und die Zustellung gleichentags ist nicht in der ganzen Schweiz möglich. So sind der größte Teil des Alpenraums und weite Teile des Jura nicht mit „Blitz“ erreichbar. Für Kuriersendungen vermittelt die Post den Auftrag an die Firma Swissconnect.